# 中华中医药学会
中华中医药学会是中华人民共和国中医药科技工作者组成的群众性学术团体，是中国科学技术协会主管的社会团体，1979年成立。